# Gösta Lindberg (läkare)
Gustaf Simon Folke Lindberg, känd som Gösta Lindberg, född 11 november 1904 i Eskilstuna i Södermanlands län, död 10 december 1959 i Köpings församling i Västmanlands län, var en svensk läkare och musiker (violinist).
Lindberg var son till kompositören och musikdirektören Johan Olof Lindberg och Vilhelmina Bohlin. Han avlade studentexamen i Stockholm 1924, var elev till professor Lars Zetterquist, då han gick solistklassen för violinister på Kungliga Musikkonservatoriet 1921–1924. Han höll konserter både i Sverige och utlandet och gjorde sig känd som tolkare av Johann Sebastian Bach.
Efter akademiska studier blev han medicine kandidat 1928 och medicine licentiat 1933. Han var extra läkare vid kirurgiska avdelningen på Garnisonssjukhuset i Boden 1930, assistentläkare och tillförordnad underläkare vid röntgenavdelningen på Sankt Eriks sjukhus 1934–1935 och hade samma uppdrag vid röntgenavdelningen på Maria sjukhus 1935–1936. Han var underläkare och förste underläkare där 1937–1942 och under denna tid även tillförordnad överläkare under 16 månader. Lindberg blev underläkare vid Radiumhemmet 1943 och biträdande lasarettsläkare vid röntgenavdelningen på Falu lasarett 1944. Han var statens kontrollant för röntgenfilmtillverkning vid Ceaverken från 1940. År 1949 kom han till Köping i Västmanland och verkade som lasarettsläkare/överläkare samt var röntgenkonsulent för Västmanlands län.
Gösta Lindberg var först gift med Anna Maj Salmonsson (1907–1988) och fick barnen Christina Lindberg (född 1935) och Jan Olof Lindberg (född 1938). Därefter var han från 1944 gift med sjuksköterskan Gun Bergström (1917–2000) och fick barnen Marianne Lindberg De Geer (född 1946) och Johan Lindberg (född 1948).
Han är begravd i familjegrav på Norra begravningsplatsen i Stockholm.